# 風の子ケーン
『風の子ケーン』（かぜのこケーン）は、NHK教育テレビジョンで1976年4月12日から1978年3月13日まで放送された全78回の人形劇である。
「幼稚園・保育所の時間」生活指導番組。

## 概要
手塚治虫の漫画、「シュマリ」のスピンオフ作品。
中央アジアの草原の国を舞台に、放浪民族の牧畜家の息子ケーンが一人の少女との出会いをきっかけに、国家を左右するような陰謀に巻き込まれながらも心身共に成長していく様子が描かれる。

## 放送時間
| 本放送               | 再放送                                   |
| -------------------- | ---------------------------------------- |
| 月曜日 10:30 - 10:45 | 火曜日 9:00 - 9:15・水曜日 14:40 - 14:55 |

## 出演者
ケーン
声 - 太田淑子
主人公。放浪民族の男の子。明朗快活で、父から芯の強さを、母から優しさを受け継いでいる。
放浪先で出会った少女ミーンと仲良くなったことから次第に運命が変わっていくが、それを機に心身共に成長していく。
朱麿(シュマリ)
声 - 若山弦蔵
「シュマリ」の時代を経て、日本から勉学のため大陸に渡ったシュマリの後年の姿。劇中でも実際に「シュマリ」と呼ばれている。羊や馬の放牧を営んでいる。
勇猛だが良識人で子供達を大切にする、ケーンの良き父親。敵勢力のボスとの小競り合いでは負けてしまう事もあるが、いざという時には相手を「のばす」事もできる。
ローラン
ケーンの母親。草原の国出身で馬頭琴の奏者。
ミーン
ケーン達が出会った見た目も性格も可愛い少女。ジュペに育てられていた。
ケーン達とすぐに仲良くなるが、実は行方不明になっていたタリム王国の王女で、それ故に追っ手に狙われている。
ジュペ
狼谷の洞穴の住む老人。
タリム王国の元重臣。
隼のララ
駄馬のポコ
狼の子チノ
アラン
ケーンのライバルの少年。
ジュペの手助けをしている。
ハヤテ
ナレーション
声 - 鈴木弘子
その他
声 - 平野文

## 放送リスト
町田市の高垣葵資料目録より
| 回 | タイトル                   | 初回放送日     |
| -- | -------------------------- | -------------- |
| 1  |                            | 1976年4月12日  |
| 2  |                            | 1976年4月19日  |
| 3  |                            | 1976年4月26日  |
| 4  |                            | 1976年5月10日  |
| 5  | [ 6 ]                      | 1976年5月17日  |
| 6  | [ 6 ]                      | 1976年5月24日  |
| 7  | [ 6 ]                      | 1976年5月31日  |
| 8  |                            | 1976年6月7日   |
| 9  |                            | 1976年6月14日  |
| 10 |                            | 1976年6月21日  |
| 11 |                            | 1976年6月28日  |
| 12 |                            | 1976年7月5日   |
| 13 |                            | 1976年7月12日  |
| 14 | アランの登場               | 1976年7月19日  |
| 15 |                            | 1976年9月1日   |
| 16 | ケーンとアランのにらみあい | 1976年9月13日  |
| 17 |                            | 1976年9月20日  |
| 18 | パオ馬車おとし穴へ         | 1976年9月27日  |
| 19 |                            | 1976年10月14日 |
| 20 |                            | 1976年10月18日 |
| 21 | ケーンとアランの出発       | 1976年10月25日 |
| 22 | 父さんと剣の山へ           | 1976年11月1日  |
| 23 | ハヤテの出現               | 1976年11月8日  |
| 24 | ハヤテよどこへ             | 1976年11月15日 |
| 25 |                            | 1976年11月22日 |
| 26 |                            | 1976年11月29日 |
| 27 |                            | 1976年12月6日  |
| 28 |                            | 1976年12月13日 |
| 29 |                            | 1976年12月20日 |
| 30 |                            | 1977年1月10日  |
| 31 |                            | 1977年1月17日  |
| 32 |                            | 1977年1月24日  |
| 33 | ミーンは死んだ?            | 1977年1月31日  |
| 34 |                            | 1977年2月7日   |
| 35 |                            | 1977年2月14日  |
| 36 |                            | 1977年2月21日  |
| 37 |                            | 1977年2月28日  |
| 38 |                            | 1977年3月7日   |
| 39 |                            | 1977年3月14日  |
| 40 |                            | 1977年4月11日  |
| 41 |                            | 1977年4月18日  |
| 42 |                            | 1977年4月25日  |
| 43 |                            | 1977年5月2日   |
| 44 |                            | 1977年5月9日   |
| 45 |                            | 1977年5月16日  |
| 46 |                            | 1977年5月23日  |
| 47 |                            | 1977年5月30日  |
| 48 |                            | 1977年6月6日   |
| 49 |                            | 1977年6月13日  |
| 50 |                            | 1977年6月20日  |
| 51 |                            | 1977年6月27日  |
| 52 |                            | 1977年7月4日   |
| 53 |                            | 1977年7月11日  |
| 54 |                            | 1977年7月18日  |
| 55 |                            | 1977年9月5日   |
| 56 |                            | 1977年9月12日  |
| 57 |                            | 1977年9月19日  |
| 58 |                            | 1977年9月26日  |
| 59 |                            | 1977年10月3日  |
| 60 |                            | 1977年10月17日 |
| 61 |                            | 1977年10月24日 |
| 62 |                            | 1977年10月31日 |
| 63 |                            | 1977年11月7日  |
| 64 |                            | 1977年11月14日 |
| 65 |                            | 1977年11月21日 |
| 66 |                            | 1977年11月28日 |
| 67 |                            | 1977年12月5日  |
| 68 |                            | 1977年12月12日 |
| 69 |                            | 1977年12月19日 |
| 70 |                            | 1978年1月9日   |
| 71 |                            | 1978年1月23日  |
| 72 |                            | 1978年1月30日  |
| 73 |                            | 1978年2月6日   |
| 74 |                            | 1978年2月13日  |
| 75 |                            | 1978年2月20日  |
| 76 |                            | 1978年2月27日  |
| 77 |                            | 1978年3月6日   |
| 78 |                            | 1978年3月13日  |

## スタッフ
- 原案 - 手塚治虫[2]
- 作 - 高垣葵[2]
- 音楽 - 広瀬量平[2]
- 人形製作 - 川本喜八郎[2]
- 人形操作 - 古賀伸一

## 主題歌
風の子ケーン
作詞：峯陽、作曲：広瀬量平、歌：森昌子